# Juan Luis Colino Salamanca
Juan Luis Colino Salamanca (Valladolid, 5 de maig de 1947) és un advocat i polític espanyol. Llicenciat en dret per la Universitat de Valladolid, ha treballat com a funcionari del Cos General Tècnic de l'Administració Civil de l'Estat, assolint el càrrec de Secretari Provincial de la Delegació d'Agricultura a Valladolid.
Militant del PSOE, fou elegit diputat per Valladolid a les eleccions generals espanyoles de 1977, 1979, 1982 i 1986. Durant aquests anys formà part de les Comissions d'Agricultura, Medi ambient, Justícia, Presidència i Comissió Mixta Corts-Parlamento Europeu del Congrés dels Diputats. El 5 de juliol de 1977 participà en l'Assemblea de parlamentaris socialistes de Castella i Lleó celebrada a Villalar de los Comuneros per tal de reclamar descentralització i que iniciaria el procés autonòmic.
Abandonà el seu escó al Congrés quan fou elegit diputat a les eleccions al Parlament Europeu de 1987, repetint l'escó a les eleccions de 1989 i eleccions de 1994